# Distoleon sylphis
Distoleon sylphis is een insect uit de familie van de mierenleeuwen (Myrmeleontidae), die tot de orde netvleugeligen (Neuroptera) behoort. 
Distoleon sylphis is voor het eerst wetenschappelijk beschreven door Gerstäcker in 1894.